# Ernest Stanislas de Girardin
Ernest-Stanislas Marquis de Girardin (* 24. Juli 1802 in Paris; † 2. Januar 1874 ebenda), Marquis, war ein französischer Politiker und Senator. Er war der Sohn von Cécile Stanislas Xavier de Girardin und dessen Ehefrau Marie France Serres († 1855).

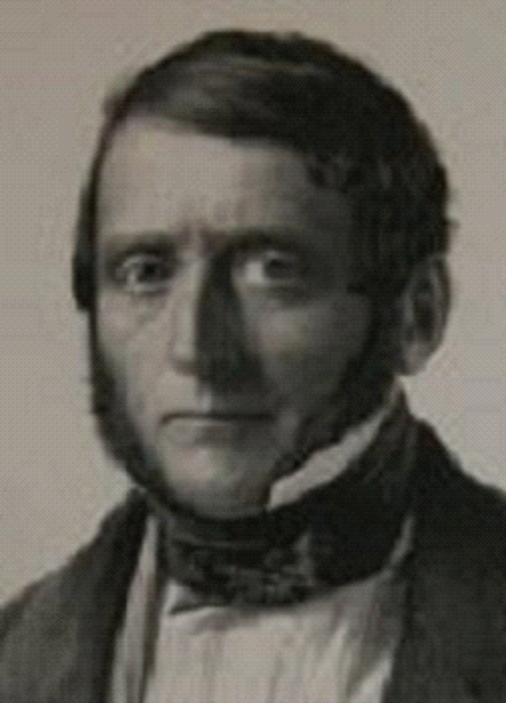
Ernest Stanislas de Girardin

## Politisches Leben
Seine parlamentarische Laufbahn begann 1831 als Abgeordneter des Departements Charente in der Kammer. Er vertrat die liberale Opposition. Nach seiner Wiederwahl 1840 bekämpfte er die Politik von François Pierre Guillaume Guizot, weshalb er 1842 nicht wiedergewählt wurde. Nach der Revolution von 1848 war er für das Departement Charente Mitglied
der verfassungsgebenden Versammlung (assemblée constituante) und der gesetzgebenden Versammlung (assemblée législative). Er vertrat einen Standpunkt der Mäßigung. Nach dem Staatsstreich vom 2. Dezember 1851 durch Charles Louis Napoléon Bonaparte, den späteren Napoléon III., war er Mitglied der beratenden Kommission. 1852 wurde er von Napoléon III. zum Senator ernannt.
1865 wurde Ernest de Girardin zum Offizier der Ehrenlegion ernannt. Ab 1870 war er politisch nicht mehr tätig.

## Privatleben
Ernest de Girardin war verheiratet mit Anaïs Laure Pauline Gaudin († 1871). Das Ehepaar hatte zwei Söhne, Stanislas Charles de Girardin und Amable Louis Stanislas Léon de Girardin (* 1858), und zwei Töchter.